# Matelea ruiz-pavonii
Matelea ruiz-pavonii är en oleanderväxtart som beskrevs av G. Morillo. Matelea ruiz-pavonii ingår i släktet Matelea och familjen oleanderväxter. Inga underarter finns listade i Catalogue of Life.